# كيم تشاينا
الشركة الكيميائية الوطنية الصينية، والمعروفة باسم كيم تشاينا، هي شركة كيميائية صينية مملوكة للدولة في قطاعات منتجات المواد الكيميائية الزراعية ومنتجات المطاط والمواد الكيميائية والمواد الكيميائية المتخصصة والمعدات الصناعية ومعالجة البتروكيماويات. اعتبارًا من عام 2018، احتلت المرتبة 167 من بين شركات فورتشن غلوبال 500. 

## روابط خارجية
- الموقع الرسمي